# Zaupelschaf

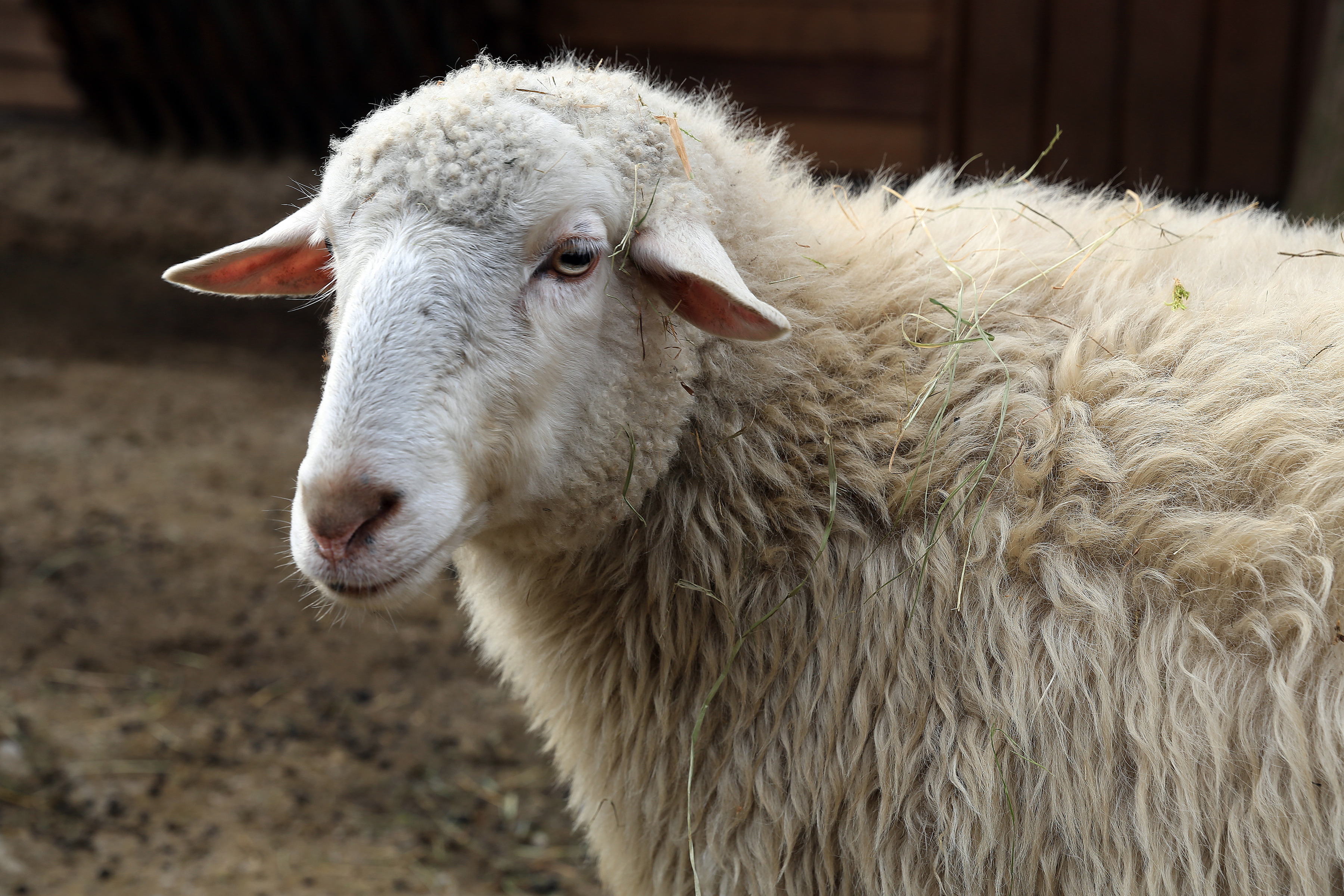
Waldschaf, eine der Nachfolgerassen des Zaupelschafs

Als Zaupelschaf (auch zusammengefasst Zaupelschaf–Steinschaf–Rassengruppe) wird ein historischer Schafrassenkreis Mitteleuropas bezeichnet, der in seiner ursprünglichen Form bis ins Mittelalter die dominierende Schafrasse in Süddeutschland, Böhmen, Mähren und dem Alpenraum war. Das kleine, mischwollige Zaupelschaf zeichnete sich durch Widerstandsfähigkeit, Anspruchslosigkeit und hohe Fruchtbarkeit aus, was es besonders für kleinbäuerliche Betriebe in extremen Klimaregionen geeignet machte. Es entstand nicht durch systematische Zucht, sondern gilt als idealtypische Beschreibung aller westeuropäischen Hausschafe, die sich direkt auf das neolithische Torfschaf zurückführen lassen (Funde etwa in den Schweizer Pfahlbausiedlungen der Pfyner Kultur). Diese Schafe gelangten vermutlich bereits im Zuge jungsteinzeitlicher Völkerwanderungen nach Mitteleuropa. 
Gegen Ende des 19. Jahrhunderts waren reinrassige Zaupelschafe nur noch in abgelegenen Grenz- und Berglagen zu finden, wie im Böhmerwald und Bayerischen Wald.
Durch natürliche Selektion entwickelte sich im Hochgebirgsraum eine genetisch und phänotypische Variante des Zaupelschafes, deren Rassen seit der Wende vom 19. zum 20. Jahrhundert (ausgehend vom Salzburger Raum) als Steinschafe bezeichnet werden.
Im Tiefland entstanden durch Züchtung drei unterscheidbare Rassen aus der ursprünglichen Zaupelschaf-Linie: das Waldschaf in Deutschland und Österreich, das Šumavská-Schaf in Tschechien und das Cikta-Schaf in Ungarn.

## Aussehen
Das Zaupelschaf war ein kleines, zierliches Tier mit feinem Knochenbau, vielfältiger Farbgebung und charakteristischer Mischwolle. Während die Böcke beeindruckende Hörner trugen, waren weibliche Tiere teilweise hornlos. Auffällig waren die kleinen, waagrecht abstehenden, spitzen Ohren, das unbewollte Gesicht mit einer geraden Nasenlinie und einem markanten Wollschopf auf der Stirn, der sogenannten Schaupe. Zudem hatte das Zaupelschaf einen langen, dicht bewollten Schwanz, der bis mindestens zu den Sprunggelenken reichte. Bis in die Neuzeit war es die dominierende Schafrasse im Alpenraum, und sein genetisches Erbe lebt in den heutigen traditionellen alpenländischen Schafrassen weiter.

## Geschichte

### Torfschaf

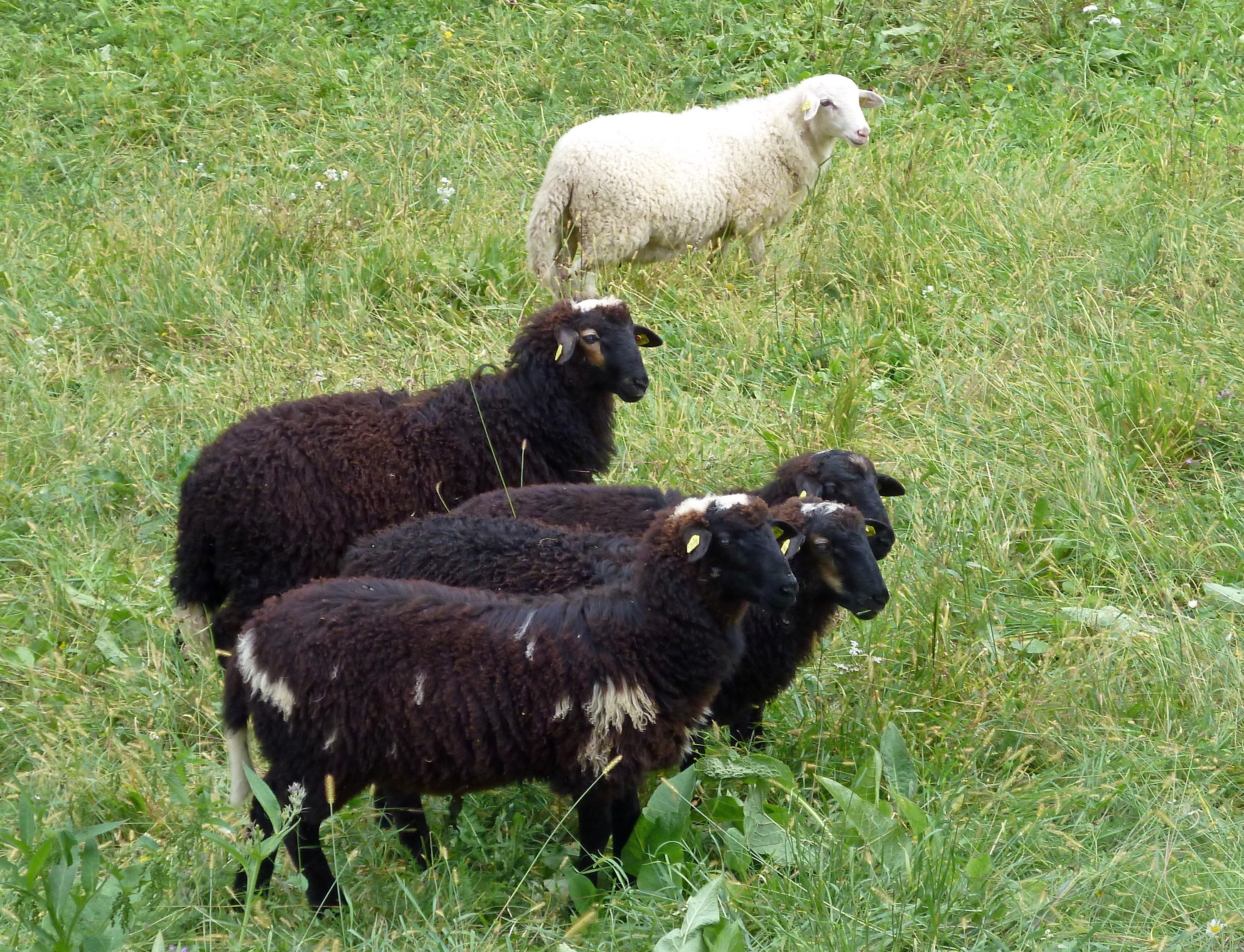
Das Krainer Steinschaf hat genetisch große Ähnlichkeit mit dem jungsteinzeitlichen Torfschaf

Der direkte Vorfahr des Zaupelschafes war das Torfschaf (Ovis aries palustriensis). Es gilt als neolithische Ursprungsrasse der Hausschafe im westlichen Mitteleuropa. Es war ein kleines und zierliches Tier – Schätzungen gehen von einer Widerristhöhe von 45 bis 55 cm und einem Gewicht von 30 bis 40 kg bei Mutterschafen sowie 40 bis 50 kg bei Böcken aus – mit grober Mischwolle. Beide Geschlechter trugen Hörner. Es gibt zahlreiche Funde aus den Schweizer Pfahlbausiedlungen. Es wurde vor allem zur Herstellung von Wollgeweben gehalten, diente aber sicher auch als Lieferant für Fleisch, Felle/Leder und Horn.

### Begriff und Zuchtgeschichte

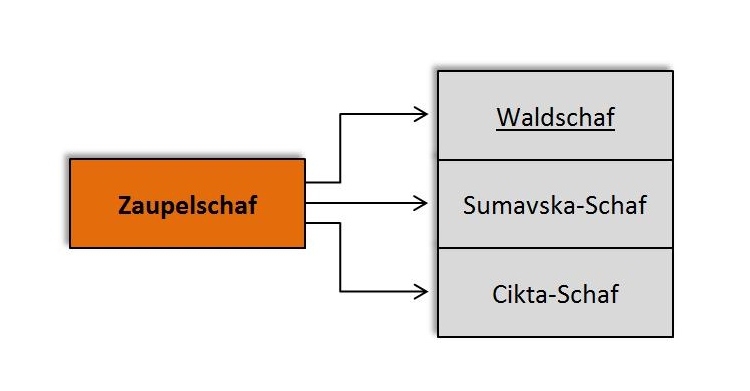
Aufspaltung des Zaupelschafs in verschiedene Rassen

Das Zaupelschaf wurde 1536 erstmalig in einem Dekret von Herzog Ulrich von Württemberg erwähnt, in dem er bei Strafe die Haltung dieser Schafrasse verbot. Er betrachtete sie wegen der groben, filzigen Wolle und des geringen Fleischertrags als minderwertig. Mit der Verbreitung flämischer Schafe im 16. Jahrhundert, Merinoschafen ab 1765 und später britischer Fleischrassen wurde das Zaupelschaf zunehmend in abgelegene, klimatisch ungünstige Regionen verdrängt. Dort blieb es jedoch für die bäuerliche Selbstversorgung geschätzt.
Die Kreuzung mit flämischen Schafen führte zur Entstehung des „deutschen schlichtwolligen Schafs“. Wirtschaftliche Nachteile verdrängten das Zaupelschaf weiterhin in Rückzugsgebiete mit rauen klimatischen Bedingungen. Dort wurde es in kleinen Gruppen gehalten und blieb für kleinbäuerliche Betriebe in extremen Lagen wegen seiner Anspruchslosigkeit, Widerstandsfähigkeit und Fruchtbarkeit geeignet.
In diesen Regionen entwickelten sich drei genetisch leicht unterschiedliche Rassen:
- das Waldschaf in Österreich und Deutschland
- das Šumavská-Schaf in Tschechien
- das Cikta-Schaf in Ungarn

1991 wurden diese als eigenständige Rassen anerkannt, wobei der Begriff „Zaupelschaf“ fortan als Überbegriff für diese verwandten Rassen diente. Spätere Angaben zu angeblichen Zaupelschaf-Beständen sind daher irreführend.
Bis etwa 1900 existierten Restpopulationen des ursprünglichen Zaupelschafs. Unbestätigte Angaben über sein Vorkommen reichen bis in die 1940er-Jahre.